# Kenny Florian
Kenneth Alan Florian, plus connu sous le nom de Kenny Florian, né le 26 mai 1976 à Westwood dans le Massachusetts,
est un pratiquant américain d'origine péruvienne d'arts martiaux mixtes (MMA).
Aujourd'hui retiré de la compétition, il est à ce jour le seul combattant à avoir combattu dans quatre catégories de poids différentes au sein de l'Ultimate Fighting Championship.
Il gagne en popularité en 2005, en participant à la première saison de la série The Ultimate Fighter où il se hisse jusqu'en finale des poids moyens qu'il perd face à Diego Sanchez. Malgré trois occasions, il n'aura pas réussi à remporter un titre UFC au cours de son parcours. Il annonce sa retraite en mai 2012 après neuf ans de carrière.
Il est aujourd'hui journaliste et commentateur sportif dans le domaine des MMA. Il est aussi entraîneur dans sa propre académie nommée Florian Martial Arts Center.

## Parcours en arts martiaux mixtes

### Débuts
À la fin des années 1990, après avoir obtenu un grade de bachelor au Boston College, Kenny Florian décide de se mettre sérieusement au jiu-jitsu brésilien et s'entraine à l'académie Gracie Barra de Watertown dans le Massachusetts. Son professeur est Roberto Maia, ceinture noire de la discipline.
Il ne souhaite pas encore pratiquer les arts martiaux mixtes à l'époque. Cependant, un combat dans ces règles le 4 août 2011, d'un de ses partenaires d'entrainement, John Frankl, va changer la donne. La disqualification de son adversaire Nuri Shakir pour un coup de genou non réglementaire
rend le résultat de ce match très controversé. Florian souhaite alors défendre son académie et l'art martial qu'il pratique. C'est donc le 15 décembre 2002 qu'il participe à son premier combat amateur en MMA face au même adversaire, lors d'un événement nommé Xtreme Fighting: Battle in Taunton se déroulant dans une boite de nuit de Taunton. Il remporte le combat après avoir réussi à amener son adversaire au sol et lui avoir assené quelques frappes depuis la position montée, conduisant l'arbitre à déclarer un TKO dans le premier round,.
Il fait ensuite ses débuts en tant que professionnel le 25 janvier 2003 face à Jason Giroux, lors de l'événement Mass Destruction 10 se déroulant encore à Taunton. Il remporte la victoire sur un coup de poing mettant KO son adversaire dès les premières secondes de la rencontre. Son combat suivant se déroule au cours de la soirée Mass Destruction 15, le 21 février 2004 à Boston. Il est opposé à Bobby McAndrews et gagne le match par soumission, grâce à une technique de kimura exécutée dans le premier round.
Il rencontre quelques mois plus tard, le 10 juillet 2004, un combattant expérimenté, Drew Fickett, qui compte déjà 22 victoires pour 2 défaites, dans un autre événement local, le Combat Zone 7 à Revere. Florian s'incline cette fois ci sur une décision partagée. Cependant, il fait bonne impression au président de l'Ultimate Fighting Championship (UFC), Dana White, présent dans le public ce soir là afin d'observer Fickett. White propose alors à Florian de participer à la série encore inédite The Ultimate Fighter,.

### Ultimate Fighting Championship

#### The Ultimate Fighter
La première saison de cette série télévisée regroupe des combattants poids moyens et poids mi-lourds entrainés par Chuck Liddell et Randy Couture. Kenny Florian prend part à la compétition des poids moyens malgré un désavantage physique certain. Il accède à la finale après avoir battu Chris Leben, forcé d'arrêter après une ouverture à l'arcade.
Il combat ensuite Diego Sanchez lors de la finale de la série à Las Vegas, le 9 avril 2005 et perd le match par TKO au premier round.

#### Premiers succès à l'UFC
Après sa défaite contre Sanchez, Florian revient dans l'Octogone de l'UFC le 6 août 2005 à Las Vegas, lors du premier événement Ultimate Fight Night regroupant plusieurs combattants de The Ultimate Fighter. Il affronte alors un autre participant de cette série télévisée, Alex Karalexis. Le combat se déroule dans la catégorie des poids mi-moyens et Florian le remporte dans le deuxième round par arrêt de l'arbitre pour une coupure au nez de son adversaire.
Il rencontre ensuite Kit Cope, spécialiste du muay-thaï, le 5 novembre 2005. Il profite alors de son avantage au sol et est à deux doigts de soumettre son adversaire sur une clé de bras à la toute fin du premier round. Finalement, Kenny Florian réussit à placer un étranglement arrière en début du deuxième et gagne ce match.
Il descend encore d'une catégorie pour son combat suivant et affronte le Canadien Sam Stout en poids léger.
Ce match devait d'abord se dérouler lors de l'UFC 58 le 4 mars 2006, mais une blessure au dos contractée à l'entrainement par Florian le repousse à une date ultérieure.
C'est finalement le combat principal de l'événement voyant s'opposer les finalistes de la troisième saison de la série The Ultimate Fighter, le 24 juin 2006 à Las Vegas. Comme lors de son précédent match, il remporte la victoire sur soumission par étranglement arrière, cette fois-ci dès la première reprise et se voit décerner le bonus de la soumission de la soirée.
Ce nouveau succès le place alors sur la liste des prétendants au titre vacant de la division des poids légers de l'UFC.

#### Première chance de titre
Au mois de juillet 2006, un combat face à Sean Sherk est envisagé pour déterminer le nouveau champion des poids légers de l'organisation lors de l'UFC 62 devant se dérouler le 26 août. Cependant, Kenny Florian n'accepte pas un affrontement aussi rapproché de son dernier combat contre un adversaire de ce calibre.
Le match est alors reporté à l'UFC 64, le 14 octobre 2006 à Las Vegas.
Sean Sherk se montre le plus dominant, remportant au moins quatre rounds. Les juges lui donnent par conséquent la victoire par décision unanime malgré des bons coups de coude de Florian lui ayant occasionné de sévères coupures.
Les cinq rounds sont désignés combat de la soirée et Sherk devient le nouveau champion des poids légers de l'organisation.
Pressenti depuis décembre 2006,
un match entre Florian et le combattant japonais Dokonjonosuke Mishima, sortant de son premier combat et première défaite dans la promotion américaine, est programmé pour l'UFC Fight Night 9. Le 5 avril 2007, la confrontation a lieu au Palms Casino Resort. Mishima réussit à placer une dangereuse clé de genou au troisième round et Florian est à deux doigts d'abandonner mais réussit à s'extirper de cette prise.
Il finit par soumettre son adversaire par étranglement arrière. Cette fois encore, les deux protagonistes se voient décerner le bonus du combat de la soirée.
Son adversaire suivant est un nouveau venu dans l'organisation, Alvin Robinson, pour une rencontre à l'UFC 73 le 7 juillet 2007.
Ce dernier est ceinture marron de jiu-jitsu brésilien, décernée par Royce Gracie, et l'actuel détenteur des ceintures poids légers et poids plumes du Ring of Fire, une autre promotion américaine de MMA. Robinson débute bien le combat en touchant et réussissant à amener son opposant au sol. Cela pousse alors Florian à réagir. Après une projection et un passage de garde, il réussit à s'installer en position montée pour assener de lourdes frappes et obtenir une victoire par TKO dans le premier round.
Il remplace ensuite Spencer Fisher, forfait à cause d'une infection staphylocoque au genou, dans un match face à Din Thomas le 19 septembre 2007 lors de la soirée UFC Fight Night 11.
Il réussit à remporter ce combat dans le premier round par soumission sur un étranglement arrière.
On apprend après la rencontre que Thomas s'est blessé au genou sur une tentative d'amenée au sol.
Kenny Florian prend alors le temps après ce combat de soigner une hernie discale, blessé lui aussi lors de sa dernière opposition. Il revient le 2 avril 2008, face à Joe Lauzon en combat principal de l'UFC Fight Night 13.
Après un premier round serré, il réussit à amener son adversaire au sol et s'installe en position montée pour travailler en ground and pound. L'arbitre arrête le combat au milieu de la deuxième reprise, estimant que Lauzon ne propose plus rien pour se défendre en dessous.
Florian est alors déclaré vainqueur par TKO et remporte une nouvelle fois, avec Lauzon, le bonus du combat de la soirée.
Quelques jours après cette rencontre, il fait part de son envie d'affronter Roger Huerta, considéré comme un des meilleurs combattants de la divisionavec six victoires pour aucune défaite depuis ses débuts dans l'organisation.
L'affrontement est alors programmé pour l'UFC 87 se déroulant le 9 août 2008 à Minneapolis. Le président de l'UFC, Dana White, annonce que le vainqueur de ce match sera le prochain aspirant numéro un au titre poids léger,.
Kenny Florian fait preuve de stratégie pour remporter les trois rounds de ce combat et ainsi infliger sa première défaite au sein de l'UFC à Huerta.
Malgré les précédentes déclarations de White, Florian est ensuite opposé à Joe Stevenson dans un match qui devra cette fois-ci réellement déterminer le prochain prétendant au titre. En effet, l'organisation préfère d'abord programmer un combat entre le champion poids léger actuel B.J. Penn et Georges St-Pierre pour le titre des poids mi-moyens.
Florian rencontre donc Stevenson le 15 novembre 2008 lors de l'UFC 91. Il réussit à remporter rapidement la victoire en soumettant son adversaire par étranglement dans le premier round.

#### Seconde chance de titre
Comme promis, sa dernière victoire lui permet d'accéder à nouveau à un match pour le titre poids léger face à l'actuel champion B.J. Penn. Ce combat est la première défense de ceinture pour ce dernier après l'avoir remportée face à Sean Sherk à l'UFC 84 en mai 2008. Fin mars 2009, la rencontre opposant Florian et Penn se confirme pour l'UFC 101 à Philadelphie.
Le 8 août 2009, en combat principal de cet événement, les deux combattants s'affrontent pour décider du prochain champion de l'organisation. Florian presse son adversaire contre la cage mais n'est pas capable, dans les trois premiers rounds, d'amener son adversaire au sol malgré plusieurs tentatives. Dans le quatrième round, c'est alors Penn qui réussit cette action et finit par arriver en position montée. L'aspirant au titre tente de s'échapper de cette position délicate mais le champion lui prend alors le dos et finit par le soumettre avec un étranglement arrière,.
Un combat face à Clay Guida est ensuite programmé. D'abord envisagé pour l'UFC 106, c'est finalement lors de l'UFC 107 à Memphis que les deux protagonistes se rencontrent, le 12 décembre 2009.
Kenny Florian montre une belle progression dans sa boxe lors de ce match et un coup de coude ouvre une coupure à la tête de son adversaire dans le premier round. Le match est arrêté pour que le médecin puisse vérifier que Guida est en mesure de continuer. L'opposition reprend après le feu vert et se termine par un premier round assez serré. Dans le deuxième, un crochet du droit fait vaciller Guida et Florian en profite pour lui assener quelques frappes au sol, passer dans le dos et remporte la victoire par soumission grâce à un étranglement arrière,.
Il accueille ensuite le champion des poids légers du Pride FC, Takanori Gomi, évoluant désormais dans l'organisation américaine, lors de l'UFC Fight Night 21 en Caroline du Nord.
L'affrontement est la tête d'affiche de la soirée du 31 mars 2010. Florian contrôle bien son adversaire avec des jabs et réussit à l'amener au sol dans le troisième round. Il passe la garde, prend la position montée puis le dos quand Gomi tente de s'échapper et le soumet par étranglement arrière.
Cette victoire lui rapporte une nouvelle fois le bonus de la soumission de la soirée.
Peu de temps après, en avril 2010, Kenny Florian est admis à l'hôpital pour une opération de chirurgie mineure afin de traiter une infection staphylocoque au genou.
Il revient en août 2010 pour affronter Gray Maynard. Ce dernier aurait pu être le prochain prétendant au titre poids léger de l'UFC, opposé alors au nouveau champion Frankie Edgar venant de détrôner B.J. Penn à l'UFC 112.
Cependant, la surprenante victoire d'Edgar sur une décision controversée décide l'UFC à organiser un combat revanche avant que Maynard puisse avoir sa chance.
Le combat entre Kenny Florian et Gray Maynard est alors programmé pour l'UFC 118, première soirée de l'organisation se déroulant à Boston, le 28 août 2010.
Étant donné la position des deux combattants dans la division, le vainqueur ce soir-là se verra alors surement proposé une chance pour le titre. L'événement voit aussi la revanche entre Edgar et Penn pour la ceinture en vedette de la soirée. Lors de cette rencontre, Maynard s'avère supérieur sur les phases de lutte, réussissant à amener plusieurs fois Florian au sol, qui s'incline alors par décision unanime.
Si plusieurs sources annonçaient sa prochaine rencontre face à Evan Dunham pour l'UFC 126, c'est finalement en novembre 2010 que celle-ci est confirmée en tant que combat principal de l'UFC Fight Night 23.
Malheureusement, début décembre 2010, Kenny Florian annule sa participation à l'événement pour cause de blessure au genou contractée à l'entrainement.
Il est rapidement remplacé par Melvin Guillard,.
À son retour de blessure, en janvier 2011, il manifeste son envie d'affronter Anthony Pettis, dernier champion poids léger du World Extreme Cagefighting avant sa fermeture et fusion dans l'UFC.

#### Passage en poids plume et troisième chance de titre

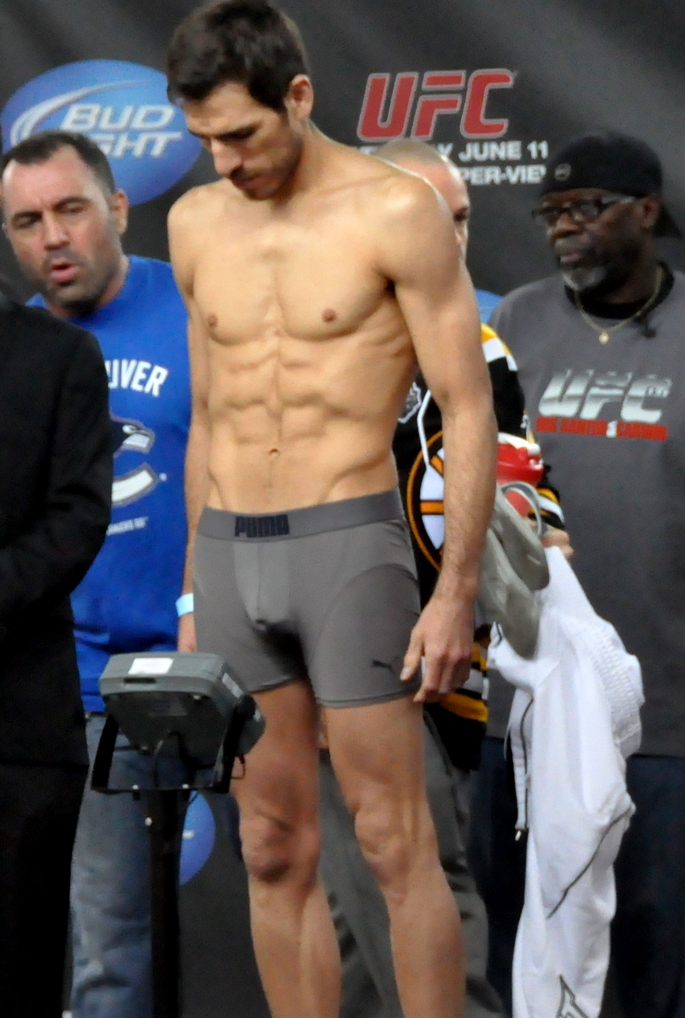
Kenny Florian lors de la pesée de l'.

Finalement, la création d'une nouvelle division des poids plumes avec la récente fusion du WEC et l'opportunité d'un combat pour le titre décide Kenny Florian à descendre une nouvelle fois de catégorie de poids.
Mais avant d'avoir cette chance, il doit d'abord affronter Diego Nunes à l'UFC 131,.
Le match a lieu le 11 juin 2011 à Vancouver et Florian le remporte par décision unanime.
Vainqueur de Mark Hominick à l'UFC 129 et donc actuel champion des poids plumes, José Aldo devient le prochain adversaire de Florian. En juillet 2011, la rencontre est confirmée et ajoutée en tant que second combat principal de la soirée UFC 136, événement voyant déjà une revanche entre Frankie Edgar et Gray Maynard pour le titre des poids légers.
Mais encore une fois, le 8 octobre 2011 à Houston, l'Américain ne parvient pas à s'imposer dans un match pour la ceinture de champion. Il perd par décision unanime, les trois juges notent le combat 49-46 soit 4 rounds contre 1.
À la suite de cette troisième défaite dans un match pour le titre, certains voient déjà Kenny Florian prendre sa retraite en tant que compétiteur de MMA. C'est aussi une option qu'il avoue avoir envisagée mais il affirme vouloir revenir combattre chez les poids légers après au moins six mois qu'il mettrait à profit pour se préparer à ce retour dans la catégorie de poids supérieure.
Cependant, une blessure récurrente au dos le pousse à finalement annoncer sa retraite le 31 mai 2012, lors de la pesée des finales de la 15e saison de The Ultimate Fighter,.

## Reconversion
Kenny Florian participe en tant que consultant, dès mai 2008 et en parallèle à sa carrière de combattant, au programme MMA Live diffusé sur Internet par ESPN.
Grâce au succès rencontré par l'émission, elle est ensuite diffusée entre 2010 et 2011 sur la chaine ESPN2 aux États-Unis.
À la suite d'un contrat entre la FOX et l'UFC, Florian quitte MMA Live pour co-animer l'émission UFC Tonight en décembre 2011 sur la chaine Fuel TV (en), plus tard renommée Fox Sports 2.
Le programme est ensuite diffusé sur Fox Sports 1 dès septembre 2013.
Bien qu'il ait pris sa retraite de combattant, Kenny Florian n'a pas pour autant quitté l'UFC. Il est désormais un des consultants, commentateurs et présentateurs récurrents de la promotion. Il officie notamment lors des évènements retransmis sur la chaine américaine Fox ainsi que dans diverses émissions produites par l'organisation.
Kenny Florian est depuis 2015 le commentateur de la nouvelle formule de l'émission américaine Battlebots aux côtés de Chris Rose ,

## Palmarès en arts martiaux mixtes
| 20 combats     | 14 victoires | 6 défaites |
| Par KO         | 3            | 1          |
| Par soumission | 9            | 1          |
| Sur décision   | 2            | 4          |

| Résultat | Record | Adversaire            | Méthode                                | Événement                               | Date              | Round | Temps | Lieu                                    | Notes                                                                |
| -------- | ------ | --------------------- | -------------------------------------- | --------------------------------------- | ----------------- | ----- | ----- | --------------------------------------- | -------------------------------------------------------------------- |
| Défaite  | 14-6   | José Aldo             | Décision unanime                       | UFC 136: Edgar vs. Maynard III          | 8 octobre 2011    | 5     | 5:00  | Houston, Texas, États-Unis              | Pour le titre des poids plumes de l'UFC.                             |
| Victoire | 14-5   | Diego Nunes           | Décision unanime                       | UFC 131: Dos Santos vs. Carwin          | 11 juin 2011      | 3     | 5:00  | Vancouver, Colombie-Britannique, Canada | Début en poids plume.                                                |
| Défaite  | 13-5   | Gray Maynard          | Décision unanime                       | UFC 118: Edgar vs. Penn 2               | 28 août 2010      | 3     | 5:00  | Boston, Massachusetts, États-Unis       |                                                                      |
| Victoire | 13-4   | Takanori Gomi         | Soumission (étranglement arrière)      | UFC Fight Night: Florian vs. Gomi       | 31 mars 2010      | 3     | 2:52  | Charlotte, Caroline du Nord, États-Unis | Soumission de la soirée.                                             |
| Victoire | 12-4   | Clay Guida            | Soumission (étranglement arrière)      | UFC 107: Penn vs. Sanchez               | 12 décembre 2009  | 2     | 2:19  | Memphis, Tennessee, États-Unis          |                                                                      |
| Défaite  | 11-4   | B.J. Penn             | Soumission (étranglement arrière)      | UFC 101: Declaration                    | 8 août 2009       | 4     | 3:54  | Philadelphie, Pennsylvanie, États-Unis  | Pour le titre des poids légers de l'UFC.                             |
| Victoire | 11-3   | Joe Stevenson         | Soumission (étranglement arrière)      | UFC 91: Couture vs. Lesnar              | 15 novembre 2008  | 1     | 4:03  | Las Vegas, Nevada, États-Unis           |                                                                      |
| Victoire | 10-3   | Roger Huerta          | Décision unanime                       | UFC 87: Seek and Destroy                | 9 août 2008       | 3     | 5:00  | Minneapolis, Minnesota, États-Unis      |                                                                      |
| Victoire | 9-3    | Joe Lauzon            | TKO (coups de poing et coups de coude) | UFC Fight Night: Florian vs. Lauzon     | 2 avril 2008      | 2     | 3:28  | Broomfield, Colorado, États-Unis        | Combat de la soirée.                                                 |
| Victoire | 8-3    | Din Thomas            | Soumission (étranglement arrière)      | UFC Fight Night: Thomas vs. Florian     | 19 septembre 2007 | 1     | 4:31  | Las Vegas, Nevada, États-Unis           |                                                                      |
| Victoire | 7-3    | Alvin Robinson        | Soumission (coups de poing)            | UFC 73: Stacked                         | 7 juillet 2007    | 1     | 4:30  | Las Vegas, Nevada, États-Unis           |                                                                      |
| Victoire | 6-3    | Dokonjonosuke Mishima | Soumission (étranglement arrière)      | UFC Fight Night: Stevenson vs. Guillard | 5 avril 2007      | 3     | 3:57  | Las Vegas, Nevada, États-Unis           | Combat de la soirée.                                                 |
| Défaite  | 5-3    | Sean Sherk            | Décision unanime                       | UFC 64: Unstoppable                     | 14 octobre 2006   | 5     | 5:00  | Las Vegas, Nevada, États-Unis           | Pour le titre vacant des poids légers de l'UFC. Combat de la soirée. |
| Victoire | 5-2    | Sam Stout             | Soumission (étranglement arrière)      | The Ultimate Fighter 3 Finale           | 24 juin 2006      | 1     | 1:46  | Las Vegas, Nevada, États-Unis           | Début en poids léger Soumission de la soirée                         |
| Victoire | 4-2    | Kit Cope              | Soumission (étranglement arrière)      | The Ultimate Fighter 2 Finale           | 5 novembre 2005   | 2     | 0:37  | Las Vegas, Nevada, États-Unis           |                                                                      |
| Victoire | 3-2    | Alex Karalexis        | TKO (arrêt du médecin)                 | UFC Ultimate Fight Night                | 6 août 2005       | 2     | 2:52  | Las Vegas, Nevada, États-Unis           | Début en poids mi-moyen                                              |
| Défaite  | 2-2    | Diego Sanchez         | TKO (coups de poing)                   | The Ultimate Fighter 1                  | 9 avril 2005      | 1     | 2:49  | Las Vegas, Nevada, États-Unis           | Finale des poids moyens du TUF 1.                                    |
| Défaite  | 2-1    | Drew Fickett          | Décision partagée                      | CZ 7: Gravel Pit                        | 10 juillet 2004   | 3     | 5:00  | Revere, Massachusetts, États-Unis       |                                                                      |
| Victoire | 2-0    | Bobby McAndrews       | Soumission (kimura)                    | Mass Destruction 15                     | 21 février 2004   | 1     | 1:57  | Boston, Massachusetts, États-Unis       |                                                                      |
| Victoire | 1-0    | Jason Giroux          | KO (coup de poing)                     | Mass Destruction 10                     | 25 janvier 2003   | 1     | 0:07  | Taunton, Massachusetts, États-Unis      |                                                                      |